# Sandy Iannella
Sandy Iannella (Livorno, 6 aprile 1987) è un'allenatrice di calcio ed ex calciatrice italiana, di ruolo centrocampista o attaccante, allenatrice in seconda della Juventus.
Ha fatto parte della rosa della nazionale italiana che ha partecipato ai campionati europei nel 2013 e nel 2017, vestendo la maglia azzurra della nazionale in 39 incontri e realizzando 2 reti.

## Caratteristiche tecniche
Sandy Iannella è una giocatrice versatile che nella carriera ha giocato sia nel ruolo di attaccante che in quello di centrocampista con propensione offensiva.

## Carriera

### Club
Sandy cresce calcisticamente nelle giovanili dell'ACF Rovezzano, nella periferia di Firenze, per passare in seguito al CF Lucca.
Nel 2004 passa all'A.S.D. C.F. Livorno, società che milita stabilmente in Serie B ma che per problemi economici e mancanza di sponsor partecipa, pur avendo chiuso nel campionato 2003-2004 al terzo posto, alla Serie C.. Le qualità tecniche di Iannella supportano la superiorità dell'intera compagine in casacca amaranto rispetto alle avversarie conquistando subito il passaggio alla categoria superiore e l'anno successivo, nel Girone A campionato di Serie B 2005-2006, ad arrivare ad un passo dalla promozione in Serie A.
Contattata dalla Torres, decide di firmare un contratto con la società sassarese che arriva da una stagione chiusa al quarto posto in campionato. Con le isolane inizia la sua avventura in Serie A che prosegue per 9 campionati consecutivi e che annovera quattro scudetti, due Coppe Italia, cinque Supercoppe e un'Italy Women's Cup.
Al termine della stagione 2013-2014 decide di non rinnovare il contratto con la Torres accordandosi con il Mozzanica per la stagione entrante. Con la società lombarda rimane due stagioni, disputate entrambe ad ottimi livelli, con la squadra costantemente nella parte alta della classifica. Quella d'esordio si rivela la migliore mai disputata dalla squadra, che a fine campionato si classifica al terzo posto alle spalle di Verona Women e Brescia, mentre in Coppa Italia raggiunge in entrambe le semifinali (2014-2015 e 2015-2016). A fine stagione decide di lasciare la società, congedandosi con un tabellino personale di 21 reti siglate su 43 incontri di campionato.
Durante il calciomercato estivo 2016 decide di trasferirsi al Cuneo, appena promosso in Serie A dopo un anno passato in cadetteria, accordandosi per vestire la maglia biancorossa per la stagione entrante.
Al ritorno nel livello di vertice del campionato italiano, la squadra si mantiene stabile al settimo posto dalla sesta all'ultima giornata, conquistando al termine del campionato la matematica salvezza ed evitando i play-out con il Chieti grazie alla differenza superiore a 7 punti come previsto dal regolamento. Iannella, impiegata in tutti i 22 incontri di campionato, contribuisce alla buona stagione della sua squadra con 9 reti, una in meno della migliore marcatrice del Cuneo, Simona Sodini (10). Con la decisione presa nell'estate 2017 dalla dirigenza del Cuneo nel cedere il titolo sportivo alla Juventus, la società svincola tutte le loro tesserate.
Successivamente, trova un accordo con il Sassuolo, neopromosso in Serie A, per vestire la magla neroverde per la stagione 2017-2018. Il suo apporto viene però a mancare per tutta la prima parte del campionato; scesa in campo nei primi due incontri, tra i due subisce un infortunio al ginocchio in Nazionale, costringendo Iannella a sottoporsi ad un intervento di ricostruzione del legamento crociato anteriore, inconveniente che la costringe a disertare per sei mesi i campi di gioco. Il tecnico Federica D'Astolfo decide di farla rientrare dalla 18ª giornata, per due incontri partendo dalla panchina e dalla 20ª tornata titolare nel settore offensivo. Il suo ritorno al gol è nella partita di play-out giocata con la Roma CF dopo il termine del campionato per determinare l'accesso alla Serie A 2018-2019; dopo aver terminato i tempi regolamentari sullo 0-0 Iannella apre le marcature al 99' di quella che, con la vittoria delle neroverdi per 3-0, si rivela la partita più importante del campionato, quella della salvezza.
Al termine della stagione successiva, conclusa al 5º posto in classifica, Iannella annuncia il ritiro dal calcio giocato.
Torna sui suoi passi a fine febbraio 2020, quando accetta la proposta della Torres, in Serie C, ritornando a Sassari poco meno di 6 anni dopo la conclusione della sua prima esperienza con la squadra sarda.

### Nazionale
Viene convocata alle selezioni per le giovanili della nazionale di calcio femminile italiana e gioca la sua prima partita internazionale con la maglia azzurra della nazionale italiana under-19 il 26 aprile del 2005, nella partita persa dall'Italia per 1 a 3 contro la pari rappresentativa della Norvegia nel secondo turno di qualificazione per i Campionati Europei UEFA di categoria.
Nel gennaio 2007 il commissario tecnico Pietro Ghedin la convoca nella nazionale maggiore per le qualificazioni del Campionato europeo femminile di calcio 2009 dove, inserita nel gruppo 2, si dovrà scontrare con le nazionali di Svezia, Ungheria, Irlanda e Romania, tuttavia prima della partita inaugurale del 5 maggio contro la Svezia viene convocata al suo posto Michela Greco. Ghedin la riconvoca nel 2011 in previsione di utilizzarla nell'ambito della fase a gironi di qualificazione al campionato europeo 2013 dove le azzurre sono inserite nel Gruppo 1. Con la maglia azzurra esordisce il 17 novembre 2011, durante la partita Italia-Bosnia ed Erzegovina disputata allo Stadio Asim Ferhatović Hase di Sarajevo, match terminato con la vittoria dell'Italia per 1 a 0. Quando nel 2012 Antonio Cabrini rileva il compito di ct della nazionale rinnova la fiducia a Iannella e la riconvoca nel raduno del luglio 2013. Partecipa quindi alla Cyprus Cup e alla fase a gironi, Gruppo 2, delle qualificazioni al campionato mondiale femminile di calcio 2015.
Anche il nuovo CT della nazionale, Milena Bertolini, ha continuato a convocarla in due partite valide per le qualificazioni al campionato mondiale di Francia 2019. Nella seconda sfida alla Romania il 24 ottobre 2017 è uscita dal campo dopo pochi minuti a causa di un infortunio, venendo sostituita da Valentina Bergamaschi.

## Statistiche

### Cronologia presenze e reti in nazionale
| Cronologia completa delle presenze e delle reti in nazionale ― Italia | Cronologia completa delle presenze e delle reti in nazionale ― Italia | Cronologia completa delle presenze e delle reti in nazionale ― Italia | Cronologia completa delle presenze e delle reti in nazionale ― Italia | Cronologia completa delle presenze e delle reti in nazionale ― Italia | Cronologia completa delle presenze e delle reti in nazionale ― Italia | Cronologia completa delle presenze e delle reti in nazionale ― Italia | Cronologia completa delle presenze e delle reti in nazionale ― Italia |
| Data                                                                  | Città                                                                 | In casa                                                               | Risultato                                                             | Ospiti                                                                | Competizione                                                          | Reti                                                                  | Note                                                                  |
| --------------------------------------------------------------------- | --------------------------------------------------------------------- | --------------------------------------------------------------------- | --------------------------------------------------------------------- | --------------------------------------------------------------------- | --------------------------------------------------------------------- | --------------------------------------------------------------------- | --------------------------------------------------------------------- |
| 3-8-2006                                                              | Krefeld                                                               | Germania                                                              | 5 – 0                                                                 | Italia                                                                | Amichevole                                                            | -                                                                     | 70’                                                                   |
| 9-9-2006                                                              | Dublino                                                               | Irlanda                                                               | 0 – 1                                                                 | Italia                                                                | Amichevole                                                            | -                                                                     | 61’                                                                   |
| 30-10-2006                                                            | Masan                                                                 | Brasile                                                               | 1 – 1                                                                 | Italia                                                                | Amichevole                                                            | -                                                                     | 67’ 90+1’                                                             |
| 1-11-2006                                                             | Changwon                                                              | Corea del Sud                                                         | 1 – 2                                                                 | Italia                                                                | Amichevole                                                            | -                                                                     | 82’                                                                   |
| 6-4-2007                                                              | Perth                                                                 | Scozia                                                                | 2 – 1                                                                 | Italia                                                                | Amichevole                                                            | -                                                                     | 79’                                                                   |
| 7-5-2008                                                              | Örebro                                                                | Svezia                                                                | 1 – 0                                                                 | Italia                                                                | Qual. Euro 2009                                                       | -                                                                     | 62’                                                                   |
| 19-6-2008                                                             | Suwon                                                                 | Stati Uniti                                                           | 2 – 0                                                                 | Italia                                                                | Amichevole                                                            | -                                                                     | 71’                                                                   |
| 17-9-2011                                                             | Sarajevo                                                              | Bosnia ed Erzegovina                                                  | 0 – 1                                                                 | Italia                                                                | Qual. Euro 2013                                                       | -                                                                     | 46’                                                                   |
| 1-3-2012                                                              | Nicosia                                                               | Italia                                                                | 1 – 2                                                                 | Canada                                                                | Cyprus Cup 2012                                                       | 1                                                                     |                                                                       |
| 4-3-2012                                                              | Paralimni                                                             | Italia                                                                | 2 – 1                                                                 | Scozia                                                                | Cyprus Cup 2012                                                       | -                                                                     | 70’                                                                   |
| 6-3-2012                                                              | Paralimni                                                             | Italia                                                                | 3 – 1                                                                 | Inghilterra                                                           | Cyprus Cup 2012 - Finale 3º posto                                     | -                                                                     | 70’                                                                   |
| 31-3-2012                                                             | Ferrara                                                               | Italia                                                                | 4 – 0                                                                 | Bosnia ed Erzegovina                                                  | Qual. Euro 2013                                                       | -                                                                     | 59’                                                                   |
| 4-4-2012                                                              | Podol'sk                                                              | Russia                                                                | 0 – 2                                                                 | Italia                                                                | Qual. Euro 2013                                                       | -                                                                     | 68’                                                                   |
| 16-6-2012                                                             | Torino                                                                | Italia                                                                | 9 – 0                                                                 | Macedonia                                                             | Qual. Euro 2013                                                       | 1                                                                     | 56’                                                                   |
| 16-9-2012                                                             | San Benedetto del Tronto                                              | Italia                                                                | 1 – 0                                                                 | Polonia                                                               | Qual. Euro 2013                                                       | -                                                                     | 67’                                                                   |
| 19-9-2012                                                             | Atene                                                                 | Grecia                                                                | 0 – 0                                                                 | Italia                                                                | Qual. Euro 2013                                                       | -                                                                     | 68’                                                                   |
| 6-3-2013                                                              | Nicosia                                                               | Inghilterra                                                           | 4 – 2                                                                 | Italia                                                                | Cyprus Cup 2013                                                       | -                                                                     | 68’                                                                   |
| 8-3-2013                                                              | Larnaca                                                               | Nuova Zelanda                                                         | 2 – 0                                                                 | Italia                                                                | Cyprus Cup 2013                                                       | -                                                                     | 46’                                                                   |
| 11-3-2013                                                             | Larnaca                                                               | Italia                                                                | 1 – 2                                                                 | Scozia                                                                | Cyprus Cup 2013                                                       | -                                                                     |                                                                       |
| 13-3-2013                                                             | Larnaca                                                               | Corea del Sud                                                         | 0 – 1                                                                 | Italia                                                                | Cyprus Cup 2013 - Finale 9º posto                                     | -                                                                     | 65’                                                                   |
| 10-7-2013                                                             | Halmstad                                                              | Italia                                                                | 0 – 0                                                                 | Finlandia                                                             | Euro 2013                                                             | -                                                                     | 70’                                                                   |
| 13-7-2013                                                             | Halmstad                                                              | Italia                                                                | 2 – 1                                                                 | Danimarca                                                             | Euro 2013                                                             | -                                                                     | 85’                                                                   |
| 16-7-2013                                                             | Halmstad                                                              | Svezia                                                                | 3 – 1                                                                 | Italia                                                                | Euro 2013                                                             | -                                                                     |                                                                       |
| 21-7-2013                                                             | Växjö                                                                 | Italia                                                                | 0 – 1                                                                 | Germania                                                              | Euro 2013 - Quarti di finale                                          | -                                                                     | 46’                                                                   |
| 20-9-2013                                                             | Tallinn                                                               | Estonia                                                               | 1 – 5                                                                 | Italia                                                                | Qual. Mondiali 2015                                                   | -                                                                     | 75’                                                                   |
| 26-9-2013                                                             | Bassano del Grappa                                                    | Italia                                                                | 1 – 0                                                                 | Romania                                                               | Qual. Mondiali 2015                                                   | -                                                                     | 46’                                                                   |
| 31-10-2013                                                            | San Sebastián de los Reyes                                            | Spagna                                                                | 2 – 0                                                                 | Italia                                                                | Qual. Mondiali 2015                                                   | -                                                                     |                                                                       |
| 13-2-2014                                                             | Novara                                                                | Italia                                                                | 6 – 1                                                                 | Rep. Ceca                                                             | Qual. Mondiali 2015                                                   | -                                                                     | 75’                                                                   |
| 5-3-2014                                                              | Larnaca                                                               | Inghilterra                                                           | 2 – 0                                                                 | Italia                                                                | Cyprus Cup 2014                                                       | -                                                                     | 55’                                                                   |
| 10-3-2014                                                             | Larnaca                                                               | Italia                                                                | 1 – 1                                                                 | Finlandia                                                             | Cyprus Cup 2014                                                       | -                                                                     |                                                                       |
| 12-3-2014                                                             | Paralimni                                                             | Australia                                                             | 5 – 2                                                                 | Italia                                                                | Cyprus Cup 2014 - Finale 7º posto                                     | -                                                                     | 58’                                                                   |
| 5-4-2014                                                              | Vicenza                                                               | Italia                                                                | 0 – 0                                                                 | Spagna                                                                | Qual. Mondiali 2015                                                   | -                                                                     | 54’                                                                   |
| 14-6-2014                                                             | Praga                                                                 | Rep. Ceca                                                             | 0 – 4                                                                 | Italia                                                                | Qual. Mondiali 2015                                                   | -                                                                     | 46’                                                                   |
| 13-9-2014                                                             | Vercelli                                                              | Italia                                                                | 4 – 0                                                                 | Estonia                                                               | Qual. Mondiali 2015                                                   | -                                                                     | 57’                                                                   |
| 17-9-2014                                                             | Vercelli                                                              | Italia                                                                | 15 – 0                                                                | Macedonia                                                             | Qual. Mondiali 2015                                                   | -                                                                     |                                                                       |
| 22-11-2014                                                            | L'Aia                                                                 | Paesi Bassi                                                           | 1 – 1                                                                 | Italia                                                                | Qual. Mondiali 2015 - Play-off                                        | -                                                                     | 65’                                                                   |
| 19-9-2017                                                             | Cluj-Napoca                                                           | Romania                                                               | 0 – 1                                                                 | Italia                                                                | Qual. Mondiali 2019                                                   | -                                                                     |                                                                       |
| 24-10-2017                                                            | Castel di Sangro                                                      | Italia                                                                | 3 – 0                                                                 | Romania                                                               | Qual. Mondiali 2019                                                   | -                                                                     | 14’                                                                   |
| 9-10-2018                                                             | Cremona                                                               | Italia                                                                | 1 – 0                                                                 | Svezia                                                                | Amichevole                                                            | -                                                                     | 66’                                                                   |
| Totale                                                                |                                                                       | Presenze                                                              | 40                                                                    |                                                                       | Reti                                                                  | 1                                                                     |                                                                       |

## Palmarès
- Campionato italiano: 4

Torres: 2009-2010, 2010-2011, 2011-2012, 2012-2013
- Coppa Italia: 2

Torres: 2007-2008, 2010-2011
- Supercoppa italiana: 5

Torres: 2009, 2010, 2011, 2012, 2013
- Italy Women's Cup: 1

Torres: 2008